# فلسطين في الألعاب الأولمبية الصيفية 2020
نافست دولة فلسطين في الألعاب الأولمبية الصيفية 2020 في طوكيو بعدة منافسات، والتي كان من المقرر انعقادها في الفترة من 24 يوليو حتى 9 أغسطس 2020، إلا أنه تم تأجيلها إلى 23 يوليو إلى 8 أغسطس 2021 بسبب جائحة فيروس كورونا. وهذه المشاركة السابعة لفلسطين في الألعاب الأولمبية الصيفية.

## المنافسات
تتضمن القائمة التالية عدد المتنافسين الفلسطينيين في الألعاب:
| الرياضة                                       | الرجال | النساء | الإجمالي |
| --------------------------------------------- | ------ | ------ | -------- |
| ألعاب القوى في الألعاب الأولمبية الصيفية 2020 | 0      | 1      | 1        |
| الجودو                                        | 1      | 0      | 1        |
| السباحة                                       | 1      | 1      | 2        |
| رفع الأثقال                                   | 1      | 0      | 1        |
| الإجمالي                                      | 3      | 2      | 5        |

## الرياضيون
حصلت فلسطين على فرصة عالمية من الاتحاد الدولي لألعاب القوى لإرسال رياضية أنثى إلى الألعاب الأولمبية.
- ملاحظة–المراكز المعطاة لمنافسات المضمار تكون ضمن التصفيات التمهيدية للاعب فقط
- م = متأهل للجولة التالية
- q = تأهل للجولة التالية كأسرع خاسر أو، في مسابقات الميدان، الترتيب حسب المركز دون تحقيق الهدف المؤهِّل
- ر.ق.و = رقم قياسي وطني
- N/A = لا توجد جولات في المنافسة
- Bye = ليس مطلوباً من الرياضي المنافسة في الفعالية

سباقات المضمار والطرق
| الرياضي    | الفعالية           | التمهيدي | التمهيدي | نصف النهائي | نصف النهائي | النهائي | النهائي |
| الرياضي    | الفعالية           | النتيجة  | المركز   | النتيجة     | المركز      | النتيجة | المركز  |
| ---------- | ------------------ | -------- | -------- | ----------- | ----------- | ------- | ------- |
| هناء بركات | سباق 100 متر سيدات |          |          |             |             |         |         |

## الجودو
شاركت فلسطين بلاعب واحد في الجودو في المنافسات الأولمبية وذلك بعد أن منح الاتحاد الدولي للجودو فلسطين كوتا تتضمن 3 دعوات.
| الرياضي        | المنافسة                  | الدور 32               | الدور 16        | الدور ربع النهائي | الدور نصف النهائي | الملحق          | النهائي/ BM     | النهائي/ BM |
| الرياضي        | المنافسة                  | المنافس النتيجة        | المنافس النتيجة | المنافس النتيجة   | المنافس النتيجة   | المنافس النتيجة | المنافس النتيجة | المركز      |
| -------------- | ------------------------- | ---------------------- | --------------- | ----------------- | ----------------- | --------------- | --------------- | ----------- |
| وسام أبو رميلة | منافسات الرجال وزن 81 كغم | دومنيك ريسيل (ألمانيا) |                 |                   |                   |                 |                 |             |

## السباحة
نلقّت فلسطين دعوة من الاتحاد الدولي للسباحة أفضل سبّاحين حسب التصنيف المحلي (one per gender) للمشاركة في التصنفيات الفردية، وفق نظام النقاط المعتمد من قبل الاتحاد الدولي للسباحة في 28 يونيو 2021.
| الرياضي    | المنافسة         | المرحلة التمهيدية | المرحلة التمهيدية | المرحلة نصف النهائية | المرحلة نصف النهائية | النهائيات | النهائيات |
| الرياضي    | المنافسة         | الزمن             | المركز            | الزمن                | المركز               | الزمن     | المركز    |
| ---------- | ---------------- | ----------------- | ----------------- | -------------------- | -------------------- | --------- | --------- |
| يزن البواب | 100 متر حرة رجال | 54.51             | 66                | لم يتأهل             | لم يتأهل             | لم يتأهل  | لم يتأهل  |
| دانيا نور  | 50 متر حرة سيدات | 30.43             | 71                | لم تتأهل             | لم تتأهل             | لم تتأهل  | لم تتأهل  |

## رفع الأثقال
تلقت فلسطين دعوة من اللجنة الثلاثية والاتحاد الدولي لرفع الأثقال لإرسال محمد حمادة للمنافسة في وزن 96 كغم للرجال.
| الرياضي                   | المنافسة                  | الخطف   | الخطف  | Cالانحناء والنتر | Cالانحناء والنتر | الإجمالي | المركز |
| الرياضي                   | المنافسة                  | النتيجة | المركز | النتيجة          | المركز           | الإجمالي | المركز |
| ------------------------- | ------------------------- | ------- | ------ | ---------------- | ---------------- | -------- | ------ |
| محمد حمادة (رباع فلسطيني) | منافسات الرجال وزن 96 كغم | 137 كغم | 15     | 173 كغم          | 12               | 310 كغم  | 13     |